# Ivan Marijan Marjanović
Ivan Marijan Marjanović (1904. – 6. ožujka 1983.) bio je hrvatski nogometaš i nogometni reprezentativac.

### Reprezentativna karijera
Za nogometnu reprezentaciju Kraljevine Jugoslavije odigrao je 6 utakmica.